# Kerncentrale Vandellòs
Kerncentrale Vandellòs (Catalaans: Central Nuclear de Vandellòs, Spaans: Central Nuclear de Vandellòs (CNV)) is een kerncentrale in Spanje bij Vandellòs i l'Hospitalet de l'Infant aan de kust van de Middellandse Zee.
De centrale heeft één actieve drukwaterreactor (PWR) (Vandellòs-2) van het type Westinghouse en één inactieve reactor. Eigenaars van de centrale zijn Iberdrola en  Endesa, de uitbater heet Asociación Nuclear Ascó-Vandellòs (ANAV).
Vandellòs-1 is van het type UNGG-reactor en is stilgelegd na een brand in oktober 1989. Vandellòs-3 was een project dat in 1995 is gestopt.
| Reactorblok | Reactortype  | Vermogen | Begin bouw | Inbedrijfname | Stillegging |
| ----------- | ------------ | -------- | ---------- | ------------- | ----------- |
| Vandellòs-1 | UNGG-reactor | 480 MW   | 1968       | 1972          | 1990        |
| Vandellòs-2 | PWR          | 1087 MW  | 1980       | 1987          |             |
| Vandellòs-3 | PWR          | 1000 MW  |            |               |             |